# Cesare Rubini
Cesare Rubini (Triëst, 2 november 1923 - Milaan, 8 februari 2011) was een Italiaans waterpolospeler, basketballer en basketbalcoach.
Rubini speelde in totaal 84 wedstrijden voor de Italiaanse waterpoloploeg en was in 42 wedstrijden de aanvoerder. Met de Italiaanse basketbalploeg won Rubini de zilveren medaille tijdens de Europees kampioenschap basketbal mannen 1946. Rubini speelde in totaal 39 wedstrijden voor de Italiaans basketbalteam.
In 1947 won Rubini de Europese titel bij het waterpolo.
Rubini won samen met zijn ploeggenoten de gouden medaille tijdens de Waterpolo op de Olympische Zomerspelen 1948 in het Britse Londen en speelde mee in zes wedstrijden.
Vier jaar later tijdens de Waterpolo op de Olympische Zomerspelen 1952 in Helsinki won Rubini de bronzen medaille.
Rubini speelde zijn gehele carrière voor basketbalploeg Olimpia Milano en won met zijn club van 1950 tot en 1954 vijf landskampioenschappen op rij.
Nadat Rubini in 1957 zijn carrière beëdigde zijn carrière. Van 1957 tot en met 1973 was Rubini coach van Olimpia Milano en behaalde in deze periode elf landstitels. Van 1975 tot en met 1991 was Rubini coach van het Italiaans basketbalteam, in deze periode behaalde de ploeg de zilveren medaille tijdens de Olympische Zomerspelen 1980, in 1983 de Europese titel.
Rubini werd in 1994 opgenomen in de Naismith Memorial Basketball Hall of Fame.
Ermenegildo Arena · 
Emilio Bulgarelli · 
Pasquale Buonocore · 
Aldo Ghira · 
Mario Majoni · 
Geminio Ognio · 
Gianfranco Pandolfini · 
Tullo Pandolfini · 
Cesare Rubini · 
Luigi Fabiano (R) ·
Alfredo Toribolo (R)
Ermenegildo Arena · 
Lucio Ceccarini · 
Raffaello Gambino · 
Salvatore Gionta · 
Maurizio Mannelli · 
Geminio Ognio · 
Carlo Peretti · 
Vincenzo Polito · 
Cesare Rubini · 
Renato De Sanzuane · 
Renato Traiola
Cosimo Antonelli · 
Alfonso Buonocore · 
Enzo Cavazzoni · 
Maurizio D'Achille · 
Giuseppe D'Altrui · 
Frederico Dennerlein · 
Luigi Mannelli · 
Angelo Marciani · 
Paolo Pucci · 
Cesare Rubini · 
Rosario Parmegiani (R)
- International Standard Name Identifier: 0000 0003 6646 2315
- Library of Congress Control Number: n2017062044
- Istituto Centrale per il Catalogo Unico: SBLV065934
- Virtual International Authority File: 233183877
- WorldCat: E39PBJccbKHJkT3K4Cg894pwYP